# L'essence Suíça
O L'essence Platine é um edifício residencial de alto padrão que se localiza no setor Bueno em Goiânia, Goiás. Este ainda é considerado o maior edifício residencial do Centro-Oeste do Brasil e ainda como o segundo maior arranha-céu de Goiânia. Sua conclusão ocorreu em outubro de 2008.